# Колтуховка
Колтуховка — река в России, протекает по Московской и Рязанской областях, левый приток Вожи.
Берёт начало на юге Московской области у железнодорожной платформы 35 км линии Узуново — Рыбное. Далее течёт на восток по территории Рязанской области и впадает в Вожу в 72 км от её устья по левому берегу, у деревни Бараково. Длина реки составляет 11 км.
По данным Государственного водного реестра России относится к Окскому бассейновому округу. Речной бассейн — Ока, речной подбассейн — бассейны притоков Оки до впадения Мокши, водохозяйственный участок — Ока от города Коломны до города Рязани.